# Nous sommes 900 Français
Nous sommes 900 Français est un recueil de témoignages de proches de déportés du convoi no 73 réalisé par Ève Line Blum-Cherchevsky grâce aux témoignages d'une grande mais incomplète partie des proches des 878 déportés de ce convoi,, dont un seul survivra.
Il existe jusqu'à aujourd'hui 7 tomes de cet ouvrage, dans lesquels on peut trouver : témoignages, photos et informations sur ces déportés et leurs familles. Cet ouvrage rappelle la mémoire de ces déportés, leur histoire, mais aussi celle du convoi no 73, unique convoi parti de France vers les pays baltes,, souvent oublié face aux convois en partance vers Auschwitz.
Ce recueil a été réalisé de manière bénévole et indépendante. L'auteure le diffuse sans bénéfice, au prix coûtant de l'impression définitive par un professionnel.